# Lévy-vlucht
Een Lévy-vlucht is een toevalsbeweging ("random walk") waarin de staplengten een kansverdeling hebben die een zware staart ("heavy tail") heeft. Wanneer gedefinieerd als een wandeling in een ruimte van dimensie groter dan één, zijn de stappen in isotrope willekeurige richtingen. De "Lévy" in "Lévy-vlucht" is een verwijzing naar de Franse wiskundige Paul Lévy.
De term "Lévy-vlucht" werd bedacht door Benoît Mandelbrot, die de term voor een specifieke definitie van de verdeling van stapgroottes gebruikte. Hij gebruikte de term Cauchy-vlucht voor het geval waar de verdeling van stapgrootte een Cauchy-verdeling is, en Rayleigh-vlucht voor wanneer de distributie een normale verdeling is. Een normale verdeling is geen voorbeeld van een zwaarstaartige kansverdeling.
Latere onderzoekers hebben het gebruik van de term "Lévy-vlucht" uitgebreid naar gevallen waarin de toevalsbeweging plaatsvindt op een discreet rooster in plaats van in een continue ruimte.
Een Lévy-vlucht is een toevalsbeweging waarin de stappen worden gedefinieerd in termen van de stapgrootten, die een bepaalde kansverdeling hebben, en waar de richtingen van de stappen isotroop en willekeurig zijn.
Het bijzondere geval waarvoor Mandelbrot de term "Lévy-vlucht" gebruikte wordt gedefinieerd door de overlevende functie van de verdeling van de stapgrootten, U
{\displaystyle \operatorname {Pr} (U>u)={\begin{cases}1&:\ u<1,\\u^{-D}&:\ u\geq 1.\end{cases}}}
Hier is D een parameter die gerelateerd is aan de fractale dimensie en is de verdeling een bijzonder geval van de Pareto-verdeling. Latere onderzoekers staan toe dat de verdeling van de stapgrootte elke verdeling is waarvoor de overlevende functie een machtsachtige staart heeft.
{\displaystyle \operatorname {Pr} (U>u)=O(u^{-k}),}
voor enige k die voldoet aan 1 < k < 3 (hier komt de O uit de grote-O-notatie). Zulke verdelingen hebben een oneindige variantie. Typische voorbeelden zijn de symmetrische stabiele verdelingen.

## Eigenschappen
Lévy-vluchten zijn door hun constructie Markovprocessen. Voor algemene verdelingen van de stapgrootten, die voldoen aan machtsachtige conditie, tendeert de afstand vanaf de oorsprong van de toevallige beweging, na een groot aantal stappen, naar een stabiele verdeling.
De exponentiële schaling van de stapgrootten geeft Lévy-vluchten een schaalinvariante eigenschap. Zij worden gebruikt om gegevens te modelleren die clustering laten zien.

Figuur 1. Een voorbeeld van 1000 stappen van een Lévy-vlucht in twee dimensies. De oorsprong van de beweging is op [0,0], de hoekige bewegingen zijn gelijkmatig verdeeld en de stapgrootte zijn verdeeld volgens een Lévy-vlucht (dat wil zeggen een stabiele) verdeling met α = 1 en β = 0, die een Cauchy-verdeling is. Let op de aanwezigheid van grote sprongen in vergelijking met de brownse beweging in figuur 2

Figuur 2. Een voorbeeld van 1000 stappen van een benadering van een brownse bewegingstype van een Lévy-vlucht in twee dimensies. De oorsprong van de beweging is op [0,0], de hoekige beweging is gelijkmatig verdeeld en de stapgrootte wordt verdeeld volgens een Lévy (dat wil zeggen een stabiele) verdeling met α = 2, β = 0 (dat wil zeggen een normale verdeling).

## Toepassingen
De definitie van een Lévy-vlucht komt voort uit de wiskunde die gerelateerd is aan de chaostheorie. Lévy-vluchten zijn nuttig bij stochastische metingen en simulaties voor willekeurige of pseudo-willekeurige natuurlijke verschijnselen. Voorbeelden hiervan zijn onder andere aardbeving-data-analyse, financiële wiskunde, cryptografie, signaalanalyse evenals vele toepassingen in de astronomie, biologie en natuurkunde.
Wanneer haaien en andere roofdieren, die in de oceaan leven, geen voedsel kunnen vinden, ruilen zij de brownse beweging, de willekeurige beweging, die in wervelende gasmoleculen wordt waargenomen, in voor een Lévy-vlucht - een mix van lange verplaatsingen en korte, willekeurige bewegingen, die ook in turbulente vloeistoffen wordt gevonden. Onderzoekers analyseerden over een periode van 5.700 dagen meer dan 12 miljoen geregistreerde verplaatsingen van 55 radio-gemerkte dieren van 14 in de Atlantische- en Stille Oceaanoceaan levende, verschillende roofdiersoorten. Vier van deze soorten waren zijdehaaien, geelvintonijn, blauwe marlijn en zwaardvis.
De verzamelde data liet zien dat Lévy-vluchten afgewisseld met brownse bewegingen het jachtpatroon van deze dieren kan verklaren.
 Vogels en andere dieren lijken ook Lévy-vluchten te volgen wanneer zij naar voedsel zoeken.
Efficiënte routing in een netwerk kan worden uitgevoerd door links die een Lévy-vlucht lengteverdeling met specifieke waarden voor alfa hebben.

## Voetnoten
1. 1 2  Mandelbrot (1982, blz. 289)
2. ↑  Mandelbrot (1982, blz. 290)
3. ↑  Mandelbrot (1982, blz. 288)
4. 1 2  zie Kleinberg
5. 1 2  zie Li
6. ↑  Mandelbrot (1982, blz. 294)
7. ↑  Witze, Alexandra, Sharks Have Math Skills. discovery.com. Geraadpleegd op 1 december 2013.
8. ↑  Dacey, James, Sharks hunt via Lévy flights. physicsworld.com. Geraadpleegd op 1 december 2013.
9. ↑  Viswanathan, G. M., Buldyrev, S. V., Havlin, Shlomo, da Luz, M. G. E., Raposo, E. P. (1999). Optimizing the success of random searches. Nature 401 (6756). DOI: 10.1038/44831.